# The Iron Sheik
Hossein Khosrow Ali Vaziri (født 15. marts 1942, død 7. juni 2023), bedre kendt under hans ringebetegnelse The Iron Sheik, var en iransk professionel wrestler, amatørbryder og skuespiller. 
Vaziri var den første og eneste iranske verdensmester i WWE-historien.  Han vandt den største titel, WWF World Heavyweight Championship i 1983. Efter den iranske gidselkrise, ansås Iron Sheik for at være en af de største heels gennem tiderne. Hans skurkagtige karakter peakede i 1980'ernes wrestling boom, og hans rivalisering med Hulk Hogan gjorde Hogan til en af årets største tv-helte. Han skulle senere danne et taghold med Nikolai Volkoff, med hvem han vandt WWF Tag Team Championship ved det indledende WrestleMania-eventet. I 2005 blev han indført i WWE Hall of Fame.